# Université préfectorale de Kyoto
L'université préfectorale de Kyoto (京都府立大学, Kyōto furitsu daigaku), Fudai (府大) ou Kyōfudai (京府大) en abrégé, est une université publique du Japon. Son campus se trouve à Nakaragi-cho, Shimogamo, arrondissement de Sakyō-ku à Kyoto.